# 霞山文庫
霞山文庫（かざんぶんこ）は、中国清代末から中華民国の時代にかけての文献を幅広く網羅した図書である。旧東亜同文会（創立・近衛篤麿、号・霞山）所蔵の図書であり、現在は愛知大学豊橋図書館第一書庫に所蔵されている。

## 歴史
霞山文庫は敗戦時まで東京の虎ノ門にあった東亜同文会（後の霞山会）の所蔵本である。最初の蔵書は1923年9月の関東大震災で焼失に遭ったが、のちに改めて収集された。
また、1945年12月に霞山会館がアメリカ進駐軍により接収されたが、神谷龍男東亜同文書院大学助教授（後の愛知大学図書館初代館長）と学生を含む数名で蔵書のほとんどを運び出し無事であった。これらの現代中国関係を主とする図書約35,000冊は、東亜同文会より1947年に愛知大学図書館へ寄託（1950年に購入）された。

## 資料
現在愛知大学図書館に収められている霞山文庫は35,000冊である。それらの資料は、
1. 東亜同文会の本来の蔵書
2. 東亜同文会内にあった支那省別全誌刊行会がその活動のために収集した資料
3. 東亜同文会が保存していた東亜同文書院支那調査報告書

の3つに分類される。
1，2の分野は社会・経済・政治・法律関係の図書が中心であり、当時の定期刊行物や関係諸団体発行の資料が多い。